# Izky
Izky, česky také Iska, ukrajinsky Ізки, maďarsky Iszka, jsou obec v Pylypecké venkovské komunitě (ukrajinsky: Пилипецька сільська громада). Leží v okrese Chust Zakarpatské oblasti Ukrajiny. V roce 2001 zde žilo 806 obyvatel.
Jsou zde malé lázně a lyžařské středisko.

## Místní části
- Matačiv, ukrajinsky Матачів

## Historie
První písemná zmínka pochází z roku 1463. Do uzavření Trianonské smlouvy byla obec součástí Uherska, poté součástí první československé republiky. Od roku 1945 byla obec součástí Ukrajinské sovětské socialistické republiky, která byla součástí SSSR. Od roku 1991 je obec součástí nezávislé Ukrajiny.

## Pamětihodnosti
- Cerkev sv. Mikuláše Divotvorce[4]
- Zvonice[4]
- Hřbitov z první světové války